# ماتیس مدیکال
ماتیس مدیکال (انگلیسی: Mathys Medical) شرکت فناوری سلامت سوئیسی است، که در سال ۱۹۴۶ تأسیس شد.